# Roger Cousinet
Roger Cousinet (1881-1973) va ésser un pedagog francès i inspector de primer ensenyament. El 1920 donà a conèixer el seu mètode de treball lliure en grup. L'any següent creava amb Mme. Guerrite el moviment de la Nouvelle Éducation, que publicava una revista mensual on apareixien els seus escrits, recollits després en treballs més amplis. Amb Châtelain fundà el 1945 l'École Nouvelle. De 1945 a 1958 exercí com a professor de pedagogia a La Sorbona.

## Obres
- Une méthode de travail libre par groupes , Ed. du Cerf, 1945.
- La vie sociale de l'enfant, Scarabée, 1950.
- L'éducation nouvelle, Delachaux et Niestlé, 1950.
- Fais ce que je te dis, Scarabée, 1950.